# Justin Chrysostome Dorsainvil
Justin Chrysostome Dorsainvil (1880-1942), también conocido como JC Dorsainvil, fue un autor y educador haitiano.

## Biografía
Dorsainvil nació en Puerto Príncipe, trabajó como maestro y escribió libros sobre temas como ciencia, política, historia y sociedad de su país. Varios de sus libros exploraron la religión haitiana del vudú.

## Trabajos seleccionados
- Vaudou et Névrose (1931), (vudú y neurosis)[2]
- Une Explication Philologique du Vaudou (1924), (una explicación filológica del vudú))
- Vaudou et Magie (1937), (vudú y magia)
- Le Problème de l'Enseignement Primaire en Haïti (1922), (El problema de la educación primaria en Haití)[3]
- Quelques Vues Politiques et Morales (1934), (Algunas visiones de las políticas y la moral)